# Terminal Rodoviário de Toledo
O Terminal Rodoviário de Toledo - Alcido Leonardi é uma estação de embarque rodoviário do município brasileiro de Toledo, no estado do Paraná. Localizado na rua Barão do Rio Branco, região central da cidade, tem uma área de 1 800 m².

## Histórico
Inaugurada em 27 julho de 1985, conta com nove plataformas de embarque, por onde passam vinte mil passageiros por mês. Em 2019 foi anunciada a primeira reforma em seu edifício, concluída em 2020.